# Konj
Konj – wieś w Słowenii, w gminie Litija. W 2018 roku liczyła 96 mieszkańców.